# Zeche Jalousie
Die Zeche Jalousie in Bredenscheid-Stüter bei Hattingen ist ein ehemaliges Steinkohlenbergwerk. Die Zeche war auch unter dem Namen Zeche Schalusie bekannt.

## Bergwerksgeschichte

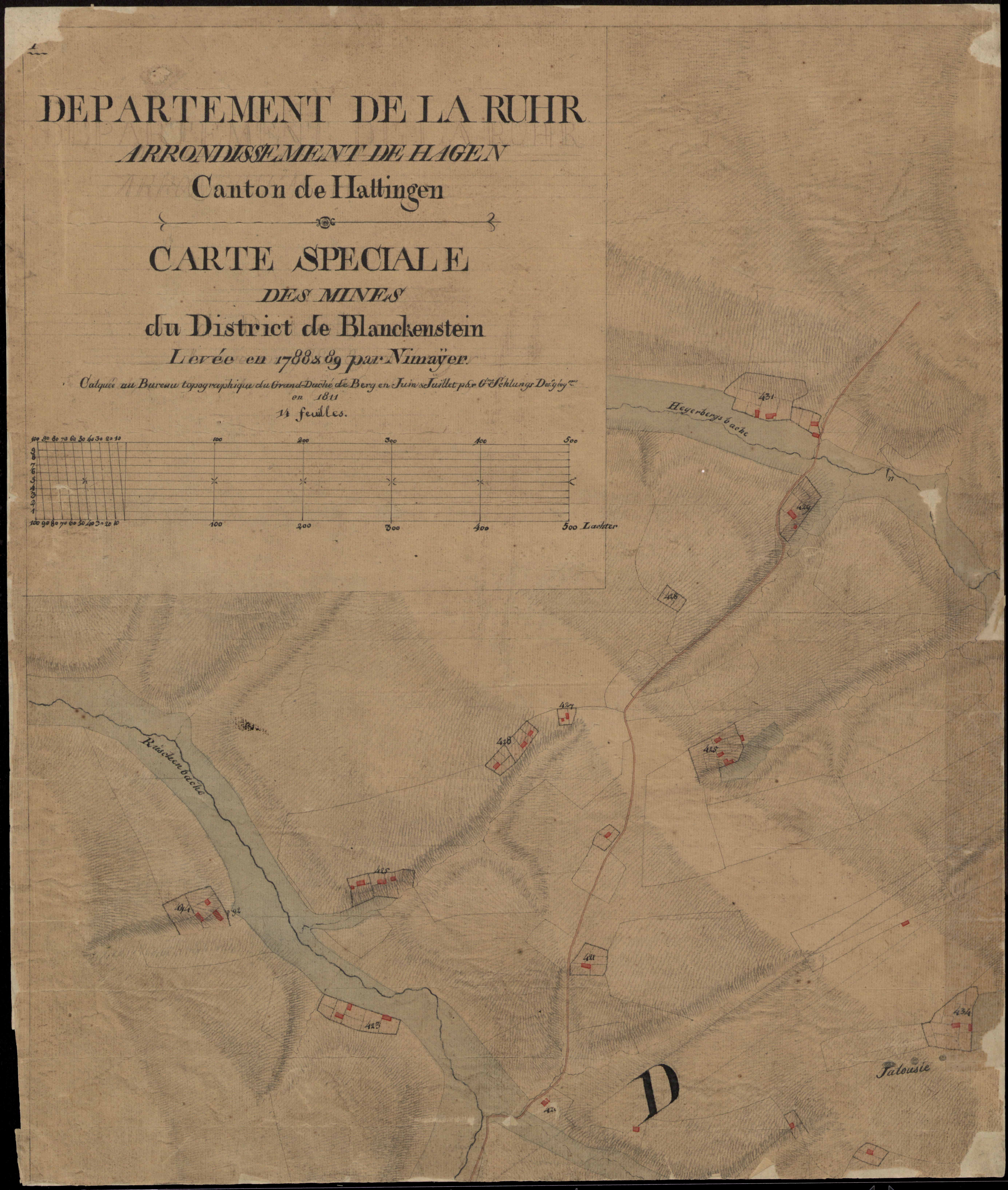
Niemeyersche Karte, 1788

Im Jahr 1769 war das Bergwerk bereits in Betrieb. In diesem Jahr wurde der Haspelknecht zur Führung des Kerbstocks bestellt. Im Jahr 1789 wurde die Zeche Jalousie in die Karte von Niemeyer eingetragen. Nördlich der heutigen Elfringhauser Straße und westlich der Straße Am Geitling gab es mehrere Schachtpingen. In den Jahren 1835 und 1839 war die Zeche nachweislich in Betrieb. Am 7. März des Jahres 1845 wurde ein Geviertfeld verliehen. Die geförderte Kohle wurde mit einer Pferdebahn nach Nierenhof transportiert. Im Laufe des Jahres 1845 wurde die Zeche in Fristen gelegt. 
Im Jahr 1867 wurde die Zeche wieder in Betrieb genommen. Im Jahr 1869 waren zwei Stollen in Betrieb, diese hatten jedoch nur eine geringe Bauhöhe. Im Jahr 1875 war die Zeche Jalousie noch in Betrieb, etwa um das Jahr 1880 wurde die Zeche stillgelegt. Im Jahr 1897 wurde die Zeche Jalousie zur Zeche Hoffnungsthal zugeschlagen.

### Förderung und Belegschaft
Die ersten Förderzahlen stammen aus dem Jahr 1867, es wurden 59 Tonnen Steinkohle gefördert. Im Jahr 1869 wurden bereits 336 Tonnen Steinkohle gefördert. Die ersten Belegschaftszahlen stammen aus dem Jahr 1872, in diesem Jahr waren zwölf Bergleute auf der Zeche beschäftigt, die eine Förderung von 2032 Tonnen Steinkohle erbrachten. Die letzten bekannten Förderzahlen des Bergwerks stammen aus dem Jahr 1874, es wurden acht Tonnen Steinkohle abgebaut.